# Louis Thomas (écrivain)
Pour les articles homonymes, voir Thomas et Louis Thomas.
Louis Thomas est un écrivain, romancier, essayiste, polémiste et éditeur français né à Perpignan le 21 avril 1885 et mort à Bruxelles le 9 février 1962.
Condamné en 1949 pour faits de collaboration avec l'ennemi, il partit vivre après 1951 en Belgique.

## Biographie
Louis Thomas fit des études secondaires dans les différentes villes où son père enseignait. Il les  termina au Lycée Henri IV à Paris. Il fit des études universitaires à La Sorbonne et à l'Université nouvelle de Bruxelles, sans toutefois obtenir de grade académique.
Il  fut engagé volontaire en novembre 1903 et fit 10 mois de service militaire comme étudiant en médecine; il fut ensuite réformé no 2.
Il fonda la revue éphémère Psyché en 1906.
Il épousa en 1909 la mezzo-soprano Raymonde Delaunois. Après une grossesse extra-utérine, elle n'eut pas d'enfant. À peine installé à Paris, le jeune couple se retrouva dans le premier cénacle parisien qui promouvait la musique de Claude Debussy. Par le truchement de la Société des dilettantes, qu’il venait de fonder, Louis Thomas organisa un concert, le 2 décembre 1909, consacré à des œuvres inédites de ce compositeur.
Thomas débuta très jeune comme poète mais également dans une carrière d'érudit. Il se fit remarquer par l'édition de la correspondance de François-René de Chateaubriand. Il fut d'autre part un auteur prolifique de livres dédiés à un nombre de personnages intéressants. Il fit surtout œuvre de compilateur de faits-divers et de bons mots, sans grande originalité. Dans la revue du Mercure de France du 16 novembre 1910, Paul Léautaud fit une démonstration de plusieurs plagiats revendiqués de Louis Thomas, qu'il connaissait bien et appréçiait peu.
Louis Thomas  s'engagea volontairement en août 1914 et partit comme cycliste aux armées avec le 66e bataillon de chasseurs à pied, le 10 août. Il fut promu caporal le 16 août, puis sergent le 7 septembre, cité à l'ordre de la 111e brigade. Il fut nommé adjudant le 17 septembre et sous-lieutenant le 13 octobre. Il fut promu lieutenant le 20 juillet 1915. En 1917, il était au Maroc (où il reçut une citation) et revint en métropole à la fin de l'année 1918 (2 citations en octobre et novembre). Il reçut la Légion d'honneur, comme chevalier, à titre militaire.
Tant pendant qu'après la guerre, Thomas publia de nombreux livres ayant la Grande Guerre comme sujet. Étant militaire lui-même, et afin d'éviter des ennuis, la plupart fut publié sous différents pseudonymes.
Aorès 1918 il suivit son épouse, qui était engagée au Metropolitan Opera à New York et résida plusieurs années aux États-Unis. Il y exerca son métier de journaliste, traduisit des livres en français (entre autres deux livres du banquier Otto Hermann Kahn) et fit la promotion des artistes-peintres figuratifs français. 
De retour en France, il fonda la revue Les Affaires économiques et financières en 1925. Il fut l'un des contributeurs de la Revue critique des idées et des livres de Jean Rivain et Eugène Marsan. Il contribua aux journaux édités par Léon Bailby.
Resté, à sa demande, officier de réserve, il fut affecté du 29 août au 9 novembre 1939, comme lieutenant au 205e régiment régional de protection à Strasbourg. Il fut réaffecté, sur sa demande, au 43e bataillon de pionniers nord-africains, le 15 février 1940. Il fut prisonnier de guerre, d'abord à Nancy, ensuite dans un Offlag à Münster du 22 juin au 14 décembre 1940.
Durant l'occupation de la France par l'Allemagne, de janvier 1941 à l'été 1944, il devint l'un des collaborateurs du régime nazi. Il devint un des prête-noms de Gerhard Hibbelen, un nazi qui s'accaparait des maisons d'édition ayant appartenu à des juifs. La première fut l'acquisition des éditions Offenstadt qui fut incorporée dans les Éditions Le Pont, une maison d'édition française créée par les autorités allemandes. 
En mars 1941, les Allemands désignèrent Louis Thomas comme directeur littéraire des éditions Calmann-Lévy, aryanisées, à nouveau comme prête-nom de Hibbelen. En 1940, Gaston Calmann-Lévy, alors âgé de soixante-quinze ans, avait été interné en tant que juif. Ses fils avaient rejoint de Gaulle à Londres). Paul Léautaud témoigna dans son Journal : « Louis Thomas directeur de la Maison Calmann-Levy ! C’est un monde ! Une pareille maison ! Il faut tout de même une certaine compétence, un certain savoir, une certaine culture littéraire, une certaine valeur morale. J’en suis tombé de mon haut [...] Il n’a pas été long à se débrouiller depuis son retour de  captivité. »
Thomas fut remplacé en 1943 par Henry Jamet, autre prête-nom de Hibbelen, qui reprit Calmann-Levy en la rebaptisant "Editions Balzac". Thomas obtint alors une licence exceptionnelle pour fonder sa propre maison d'édition, sous le vocable "Aux Armes de France". Il l'utilisa en ordre principal pour l'édition ou la réédition de ses propres écrits.
Parmi les nouveaux écrits de Thomas, une demi douzaine étaient dans la veine de l'antisémitisme. Il défendait la thèse de l'expulsion des Juifs vers l'une ou l'autre terre inhabitée (à Madagascar, Nouvelle Guinée ou autre) où ils pourraient fonder un état juif. Il devint un des théoriciens de l'antisémitisme pour le parti de Marcel Déat. 
En juin 1944 il prit la fuite vers l'Allemagne. Sa voiture fut attaquée par un avion allié qui tua sa troisième femme et la fille de celle-ci. Lui-même grièvement blessé put, après les soins dans un hôpital en Lorraine, poursuivre sa fuite vers Sigmaringen, lieu  de ralliement des collaboraturs français en fuite. Après la fin des hostilités il se rendit en Suisse, mais y fut refusé. Il retourna à Paris, où il fut arrêté et incarcéré.
Il fut condamné le 15 octobre 1949, pour faits de collaboration avec l'ennemi, par la cour de justice de la Seine, aux travaux forcés à perpétuité, à la dégradation nationale à vie et à la confiscation de tous ses biens. Grâce qux démarches entreprises par Raymonde Delaunois, cette peine fut ensuite ramenée à vingt ans de prison. Il bénéficia d'une libération conditionnelle en 1951, et partit s'installer en Belgique où il reprit le métier de journaliste et où il mourut en 1962.

## Privé
Thomas épousa Raymonde Delaunois en 1909 à Bruxelles. Ils se séparèrent en 1925 et le divorce fut prononcé en 1936. Ils demeurèrent néanmoins proches et Raymonde fut son grand soutien lors de ses déboires judiciaires et demeura à ses côtés jusqu'à sa mort.
Il se remaria en 1937 avec Michelle Bordenave, mais divorça en 1939.
Il se maria une troisième fois en 1944 avec la veuve Christine Lamerre, mère d'une petite fille. Mère et fille moururent sur la route de l'exil.

## Œuvres
Louis Thomas a publié la majorité de ses écrits sous son nom. Il a toutefois aussi utilisé de nombreux pseudonymes, parmi lesquels : « Capitaine Z… », « Henry Dugard », « Suzy Leparc », « Panurge », « Georges Pierredon », « Un lieutenant des chasseurs ».
1903
- Lettres de Chateaubriand à Sainte-Beuve, publiées par Louis Thomas (8 pages extraites du Mercure de France, décembre 1903) (Poitiers, imp. de Blais et Roy – Paris, Champion).

1904
- Lettres de Chateaubriand à Sainte-Beuve, (6 pages extraites du Mercure de France, février 1904, p. 311-316), (Poitiers, imp. de Blais et Roy)
- La vie privée de Guillaume de Nogaret (Toulouse, E. Privat, Annales du Midi, pp. 161–207) (OCLC 79900672)
- Lettres inédites de Chateaubriand, publiées par Louis Thomas (12 pages extraites du Mercure de France, septembre 1904), (Poitiers, imp. de Blais et Roy).

1905
- Arthur Symons, Qu’est-ce que la poésie, traduit par Édouard et Louis Thomas, dans : Vers et prose , 1905, pp. 29–33.
- Arthur Symons, Le chant du vagabond, traduit par Édouard et Louis Thomas, dans : Vers et prose, 1905, p. 97.
- Arthur Symons, Un poète d’attitudes, traduit par Édouard et Louis Thomas, dans : La Plume, mai 1905. (Titre original : Studies in Prose and Verse).
- Arthur Symons, Le dernier livre d’Oscar Wilde, traduit par Édouard et Louis Thomas, dans : Le Beffroi, 1905, p. 304-310.
- Voltaire, Lettres inédites à Turgot, Avec commentaires de M. Louis Thomas, Paris, Revue politique et littéraire (Revue Bleue), 1905, (OCLC 41396945).

1906
- Arthur Symons, Aubrey Beardsley, traduction par Édouard et Louis Thomas et Jack Cohen (Paris, Floury) (OCLC 10863076)
- Les dernières leçons de Marcel Schwob sur François Villon (Paris, Éditions de Psyché).(OCLC 66756726)
- La maladie et la mort de Maupassant (Bruges, Arthur Herbert, Collection du spectateur). (OCLC 9835972)
- Sub regno Cynarae * Les flûtes vaines (Paris, Éditions de Psyché).
- Sub regno Cynarae ** Les cris du solitaire (Paris, Éditions de Psyché).
- Lily, cahier de vers (Paris, Éditions de Psyché, impr. H. Jouve).

1907
- Yette, fragments de mes mémoires (Paris, E. Sansot, 7, rue de l’Éperon, 2e édition).
- Arthur Symons, Poésies, pour la plupart traduites et précédées d’un essai sur l’auteur par Louis Thomas (Bruges, Arthur Herbert, 194 pp.). (OCLC 19350705)
- Arthur Symons, Portraits anglais. Dédié à Remy de Gourmont, traductions par Jack Cohen, Henry-D. Davray, Georges Khnopff, Édouard et Louis Thomas. (Bruges, Arthur Herbert, 350 pp.) Portraits de : *Thomas de Quincey, *Nathaniel Hawthorne, *William Morris, Walter Pater, Georges Meredith, *Robert Louis Stevenson, *John Addington Symonds, *Robert Buchanan, *Oscar Wilde, *Hubert Crackanthorpe, *Robert Bridges, *Austin Dobson, *W. B. Yeats, *Stephen Phillips, *Ernest Dowson, *Le fait en littérature, *Qu’est-ce que la poésie ?, *Un censeur des critiques. (Les textes avec * ont été traduits conjointement par Édouard et Louis Thomas). (OCLC 3859868)

1908
- Tablettes d’un cynique 1905-1907, dédié à Paul Drouot, (Mons - Paris, Éditions de la Société Nouvelle) .
- Poésies de Choderlos de Laclos, publiées par Arthur Symons et Louis Thomas (Paris, Dorbon Aîné, 53ter Quai des Grands-Augustins, tiré à 312 ex. numérotés, imprimerie J. Dumoulin) (introduction par L. Thomas, appendice par Arthur Symons, traduit par Édouard et Louis Thomas). (OCLC 71391914)

1909
- L’esprit de Monsieur de Talleyrand, anecdotes et bons mots, recueillis par Louis Thomas (Paris, Dorbon Aîné, 19 Boulevard Haussmann, Collection Les bibliophiles fantaisistes).(OCLC 5069802)
- Arthur Symons, Cité d'automne. Trad. Édouard et Louis Thomas in Akademos, janvier 1909.
- Les douze livres pour Lily, poèmes, dédié à Henri Vandeputte, (Paris, Dorbon Aîné, Collection Les bibliophiles fantaisistes). (OCLC 37567675)
- L’esprit de Mazarin, anecdotes et bons mots, (Paris, Dorbon Aîné, Collection Les bibliophiles fantaisistes).
- Le général de Galliffet (Paris, Dorbon Aîné, Collection Les bibliophiles fantaisistes). (OCLC 18581405)

1910
- La promenade à Versailles, avec des ornements de Pierre Hepp, (Paris, Dorbon Aîné). (OCLC 27142650)
- L’espoir en Dieu, roman, dédié à Remy de Gourmont (Paris, Dorbon Aîné, Collection Les bibliophiles fantaisistes, 53 ter, Quai des Grands-Augustins) (OCLC 12340192).
- ps. Suzy Leparc, Petits mémoires de la vie littéraire (Paris, E. Sansot). (OCLC 1122688)
- ps. X. L. C. B., En marge de la littérature (Paris, A. Messein, Coll. Contes et anecdotes, 19 Quai Saint-Michel) (OCLC 9842935). Attribué à Louis Thomas d'après : Lorenz, Thieme et un article de Paul Léautaud dans le ″Mercure de France″ 16-XI-1910, p. 380-382.
- Arthur Symons, Esther Kahn, traduit par Édouard Thomas et d’autres [dont Louis Thomas], (Paris, La Renaissance du Livre). (OCLC 79014090)
- Le général de Galliffet, (Paris, Dorbon Aîné) (OCLC 34644261)

1911
- Vingt portraits : Elémir Bourges, François de Curel, Jules de Gaultier, Louis Anquetin, Claude Debussy, Gabriel Fabre, Émile Bernard, Pierre Louÿs, Henry Bataille, René Boylesve, Marcel Boulenger, Renée Vivien, Claude Farrère, Gaston de Pawlowski, Legrand-Chabrier, Edmond Jaloux, André Rouveyre, Joseph Bossi ps. de Christian Beck, Léon Bocquet, Nandor Sonnenfeld  (Paris, A. Messein). (OCLC 9909320).
- Souvenirs sur Moréas, (Paris, E. Sansot). (OCLC 5862221).

1912
- André Rouveyre, avec un portrait par Henri Matisse (Paris, Dorbon Aîné, Collection Les bibliophiles fantaisistes). (OCLC 9494239).
- Curiosités sur Baudelaire, (Paris, A. Messein).(OCLC 4444201).
- La maladie et la mort de Maupassant, (Paris, A. Messein, édition complètement remaniée). (OCLC 9835972)
- Lucile de Chateaubriand, Œuvres, éditées par Louis Thomas (Paris, Albert Messein, Collection Société des Trente). (OCLC 43806202)
- François-René de Chateaubriand, Correspondance générale, publiée avec introduction, indication des sources, notes et tables doubles par Louis Thomas, Tomes I et II, (Paris, Librairie Ancienne Honoré et Édouard Champion, Éditeurs, 5, Quai Malaquais). (OCLC 61608519)
- François-René de Chateaubriand, Amours, textes choisis avec une introduction et des parenthèses par Georges Pierredon (Paris, Sansot, Nouvelle bibliothèque de variétés littéraires). (OCLC 61608519)

1913
- Documents sur la guerre et la Commune (1870-1871) Tome I (Paris, Les Marches de l’Est, 84, rue de Vaugirard). (OCLC 42740533)
- Chateaubriand et ***, Journal d’un Conclave, publié par Louis Thomas (Paris, A. Messein, Collection Société des Trente). (OCLC 28562213)
- ps. Georges Pierredon, L’esprit du XVIIIe siècle (Paris, E. Sansot). (OCLC 7939756)
- ps. Henry Dugard, Histoire de la guerre contre les Turcs (1912-1913), (Paris, Les Marches de l’Est).(OCLC 55410902)
- ps. Marquis de Z…, L’esprit de Maurice Barrès, (Paris, A. Messein). (OCLC 7003482)
- François-René de Chateaubriand, Correspondance générale (1789-1824), avec introduction, indication des sources, notes et tables doubles par Louis Thomas, Tomes III et IV (Paris, Librairie Ancienne Honoré et Édouard Champion, Éditeurs, 5, Quai Malaquais). (OCLC 61608519)

1914
- ps. Panurge, Croquis d’Allemagne, dédié à Georges Ducrocq, 6e éd. (Paris, Les Marches de l’Est). (OCLC 49440349)
- ps. Henry Dugard, La Légion étrangère, préface par Georges Ducrocq (Paris, Les Marches de l’Est). (OCLC 38871998)
- Lettres inédites de Benjamin Constant. (OCLC 40647941)

1916
- ps. Capitaine Z…, L’armée de la guerre, dédié à la mémoire de Charles Péguy (Paris, Payot, 106 Boulevard Saint-Germain). (OCLC 3437470)
- ps. Henry Dugard, La bataille de Verdun, (Paris, Perrin). (OCLC 55325733)
- ps. Henry Dugard, The battle of Verdun, traduit par F. Appleby Holt (London, Hutchinson et Paris, Perrin). (OCLC 6107616)
- Avec les chasseurs (Paris, Georges Crès, 21, rue Hautefeuille). (OCLC 21722163)
- Les diables bleus pendant la guerre de délivrance, 1914-1916 (Paris, Perrin). (OCLC 18084929)

1917
- ps. Henry Dugard, La victoire de Verdun, (Paris, Perrin, réédition). (OCLC 67238493)
- ps. Henry Dugard, Le Maroc de 1917, (Paris, Payot). (OCLC 27955751)
- ps. Henry Dugard, La colonne du Sous, (Paris, Perrin). (OCLC 174408044)
- ps. Capitaine Z…, L’Officier et le soldat français, (Paris, Nouvelle librairie nationale). (OCLC 63568492)
- ps. Capitaine Z…, L’armée de 1917: le chef de corps, le troupier, officiers de troupe, le chef de bataillon, le commandant de compagnie, sous-officiers, le caporal, mitrailleurs, téléphonistes, joyeux, crapouilloteurs, infirmières, le poète de la guerre, les progrès de notre infanterie, le poilu et les journaux, Paris, Payot). (OCLC 68577168)
- ps. Capitaine Z…, Vertus guerrières, (Paris, Payot). (OCLC 21662863)

1918
- Voyage au Goundafa et au Sous, (Paris, Payot). (OCLC 43140104)
- ps. Henry Dugard, Le Maroc de 1918, (Paris, Payot). (OCLC 65900457)
- ps. Henry Dugard, La conquête du Maroc : la colonne du Sous, (Paris, Perrin). (OCLC 174408044)
- ps. Henry Dugard, La victoire de Verdun, (Paris, Perrin). (OCLC 1183631)

1919
- Souvenirs d’un chasseur, août 1914 – mars 1916, dédié à André Salmon (Paris, Perrin). (OCLC 42389286)
- ps. Georges Pierredon, L’esprit de Clemenceau, (Paris, Perrin). (OCLC 2310165)
- ps. Henry Dugard, Le Maroc de 1919, (Paris, Payot). (OCLC 5659229)
- ps. Georges Pierredon, Notes sur Villiers de L'Isle-Adam, (Paris, A. Messein). (OCLC 2270918)
- Otto Hermann Kahn, Le Droit au-dessus de la race, traduit de l’anglais par le lieutenant   Louis Thomas, avec une préface de Theodore Roosevelt et une notice biographique, (Paris, Perrin).  (OCLC 13144240) Titre original : Right Above Race, NY Century Co., 1918.

1920
- L’esprit d’Oscar Wilde, (Paris, G. Crès & Cie, Collection Anglia, marqué : 4e édition). (OCLC 3243250)
- ps. Henry Dugard, Le Maroc au lendemain de la guerre, (Paris, Payot). (OCLC 180629118)
- ps. Suzy Leparc, Historiettes de Diderot, (Paris, A. Messein, Société des Trente). (OCLC 12028439)
- ps. Suzy Leparc, Petits mémoires de la vie littéraire, (Paris, E. Sansot, réédition). (OCLC 1122688)

1922
- Sur un gratte-ciel - Les lignes de la main (Paris, A. Messein, Société des Trente). (OCLC 14198595)
- Otto H. Kahn, Les États-Unis et les grands problèmes financiers, traduit de l’anglais par Louis Thomas (Paris, Perrin). (OCLC 6018749) Titre original: Reflections of a financier: A study of economic and other problems, Hodder & Stoughton, London, 1921.

1923
- Pierre-Augustin de Beaumarchais, Lettres de jeunesse, publiées par Louis Thomas (Paris, Éd. de Boccard). (OCLC 25432124)
- Confession de la mort, à la mémoire de Paul Drouot (Paris, Le Divan, 37, rue Bonaparte). (OCLC 76967080)
- Un printemps, roman (Paris, Baudinière, 33, rue du Caire).

1924
- Tentatives, récits, dédié à André Rouveyre (Paris, Le Divan, Collection Les soirées du Divan). (OCLC 48514930)
- D’un autre continent, poésies 1920-1923 (Paris, Le Divan). (OCLC 3147463)
- François-René de Chateaubriand, Correspondance générale (1789-1824), avec introduction, indication des sources, notes et tables doubles par Louis Thomas, Tome V, (Paris, Librairie Ancienne Honoré et Édouard Champion, Éditeurs, 5, Quai Malaquais).(OCLC 61608519)

1925
- Le sauvetage du franc (Paris, Éditions du Siècle, Les affaires, collection économique et financière, n° 1, Paris, Éditions du Siècle, 121 Boulevard Saint-Michel). (OCLC 7326853)
- L’espoir en Dieu, roman, « édition définitive » (Paris, Éditions du Siècle, Collection Les romans du siècle). (OCLC 84237489)

1926
- Pour Trente Sept Francs Cinquante, roman (Paris, Les Cahiers de Paris, 51, rue de Babylone). (OCLC 19580531)

1927
- George S. Kaufman Le Gentleman de l'Ohio, comédie en 3 actes, traduite de l'anglais par Louis Thomas, La Petite Illustration - Théâtre- 14 septembre 1927.

1928
- Pour Trente Sept Francs Cinquante (Paris, Les Cahiers de Paris, deuxième série, Cahier IX, réédition). (OCLC 19580531)

1929
- Histoire de Mellila, princesse de Portugal, roman (Paris, Baudinière). (OCLC 81165266)

1930
- La gloire, (collection des témoignages de combattants français, Paris, Les Étincelles). (OCLC 35563256)

1932
- Histoire de Mellila, princesse de Portugal, roman (Paris, Baudinière, 2e édition). (OCLC 81165266)

1933
- L’Alsace parle (Paris, Ed. de Bravo). Recueil de pensées et réflexions d' hommes politiques ou non, concernant l'Alsace, son passé, son avenir, l'autonomie, le problème de la langue, etc., rassemblées par Louis Thomas. Edition originale. (OCLC 83638764)
- Lajos Biro, Le dernier baiser, histoire d’un jeune homme pauvre, (pièce en trois actes) traduit par Louis Thomas (Paris, Impr. de Desfossés, Les Cahiers de Bravo) (Paris, Lang et Blanchong), 48 P. (OCLC 77859201)

1939
- Histoire d’un jour, Munich, 29 septembre 1938 (Paris, Denoël). (OCLC 123189443)

1941
- Nancy – Münster, six mois de captivité (Paris, Stock, Delamain et Boutelleau). (OCLC 44123705)
- Alphonse Toussenel, socialiste national antisémite, 1803-1885, dédié à Pierre Durel (Paris, Mercure de France, Collection Les Précurseurs, 2e - 6e édition). (OCLC 17149433) et(OCLC 83038224) (Pour la 6e édition l'OCLC mentionne '1951' comme année de publication, ce qui est une erreur manifeste) ; rééd. Ars Magna, Nantes, coll. Le Devoir de Mémoire, 2024.
- Arthur de Gobineau, inventeur du racisme, 1816-1882, dédié à René Benjamin (Paris, Mercure de France, Collection Les Précurseurs, 4e édition). (OCLC 1448195) ; rééd. Ars Magna, Nantes, coll. Le Devoir de Mémoire, 2024.
- L’esprit du XVIIIe siècle. Tome I. Paris (réédition) + Tome II (Paris, Aux Armes de France). (OCLC 10734040)
- Comte de Vauban, Quiberon, mémoires pour servir à l’histoire de la guerre de Vendée, introduction et postface par Louis Thomas (Paris, Aux Armes de France). (OCLC 2678830)
- Mémoires du marquis d'Argens, Un ami de Frédéric II, publiés par Louis Thomas (Paris, Aux Armes de France, 5e édition). (OCLC 10671321)
- Le général de Galliffet, 1830-1909 (Paris, Aux Armes de France, réédition). (OCLC 1909944)
- Souvenirs sur Moréas (Paris, Aux Armes de France, réédition, revue et augmentée). (OCLC 5862221)
- Carmontelle, Comédies et proverbes, choisis par Louis Thomas (Paris, Aux Armes de France, 2 volumes, vol. II : 5e édition). (OCLC 13566328)
- L’espoir en Dieu, roman (Paris, Aux Armes de France, réédition). (OCLC 84237489)
- Documents sur la guerre de 1939-1940, 2 volumes (Paris, Aux Armes de France). (OCLC 162362555)
- Ange-Achille-Charles comte de Neuilly, Dix années d’émigration, avec une mauvaise introduction par Louis Thomas (Paris, Aux Armes de France, 2e édition). (OCLC 65816602)
- La vérité, contes (Paris, Aux Armes de France). (OCLC 14198613)
- Petits mémoires de la vie littéraire (Paris, Aux Armes de France, réédition). (OCLC 1122688)

1942
- Emanuel Moravec (colonel), La stratégie nouvelle : le sens de la guerre actuelle, traduit du tchèque par Fr. Blatna, préface de Louis Thomas (Paris, Aux Armes de France). (OCLC 12899715)
- L’esprit d’Oscar Wilde (Paris, Éditions C.-Levy, marqué 3e édition).(OCLC 3243250)
- L’Église abandonnée (Paris, Aux Armes de France) : recueil d’articles parus dans diverses publications et dont le premier donne son titre à l’ouvrage. (OCLC 44422221)
- Colonel Daeniker, Commandement et esprit militaire allemands 1939-1940, traduit de l’allemand par Louis Thomas (Paris, Aux Armes de France). (OCLC 84173401)
- Les raisons de l’antijudaïsme, dédié à Céline (Paris, Les documents contemporains, Ed. Le Pont). (OCLC 2400636)
- L’esprit du XVIIIe siècle (réédition, Paris, Aux Armes de France). (OCLC 10734040)
- Contes et légendes de Finlande (Paris, Fernand Nathan, Collection contes et légendes de tous les pays).

1943
- L’esprit de Robert de Montesquiou, (Paris, Mercure de France). (OCLC 6879144)
- Galerie des portraits de Madame la marquise Du Deffand et de son cercle (Paris, Aux Armes de France). (OCLC 2790547)
- Frédéric Le Play, dédié à Edmond Niox-Château, (Paris, Mercure de France, Collection Les Précurseurs). (OCLC 41758898)
- L’Enfer Blanc - Russie 1941-42, récits de guerre. Traduits de l’allemand et préface par Louis Thomas (Paris, Aux Armes de France, 23, rue Chauchat). (OCLC 3819847)
- Trois ombres [Miss Horneck, plus tard Mrs. Gwynn. Miss Bover. La comtesse de Mexborough.], (Paris, Aux Armes de France). (OCLC 24662483)
- Soixante questions pour donner à réfléchir aux Français, (Paris, Mercure de France).
- Nancy-Münster, Ein Franzose bekennt sich zur Europäischen Zusammenarbeit, (Leipzig, Wolfram-Verlag). (OCLC 7186282)

1944
- 120 peintres, sculpteurs, graveurs, architectes, décorateurs, (Paris, Aux Armes de France, 55, avenue George-V). (OCLC 44186318)
- Le vrai Villiers de L'Isle-Adam, (Paris, Aux Armes de France). (OCLC 47029343)
- Curiosités sur Beaumarchais, (Paris, Aux Armes de France). (OCLC 14161080)
- Curiosités sur Mérimée, Suivi de Lettres de Prosper Mérimée (Paris, Aux Armes de France). (OCLC 5838562)
- Le gaspillage de la France, (Paris, Aux Armes de France). (OCLC 54879279)
- L’esprit du XIXe siècle, (Paris, Aux Armes de France). (OCLC 9541861)
- Soixante questions pour donner à réfléchir aux Français, (Paris, Mercure de France, 8e édition).

1945
- Curiosités sur Baudelaire, (Milan, ed. Spartaco Giovene)

1954
- ps. Georges Pierredon, Traité de courtoisie, dédié à Pierre Morel, (Paris, Éditions La Nef de Paris et Bruxelles, Éditions des Artistes). (OCLC 37783595)

1955
- ps. Georges Pierredon, Conseils aux dames, (Paris, Éditions La Nef de Paris et Bruxelles, Éditions des Artistes). (OCLC 37925684)

1958
- Le quartier du Sablon, avec des photos par Albert Delraux, Ph. De Sutter, Ph. Dédé et Ph. Robelus (Bruxelles, Éditions des Artistes, Georges Houyoux). (OCLC 36114026)